# Brachycorythis iantha
Brachycorythis iantha là một loài thực vật có hoa trong họ Lan. Loài này được (Wight) Summerh. mô tả khoa học đầu tiên năm 1955.